# Aphodius nanus
Aphodius nanus es una especie de coleóptero de la familia Scarabaeidae.

## Distribución geográfica
Habita en el paleártico: la España peninsular, el Magreb y las Canarias.